# 宋皇臺道
宋皇臺道（英語：Sung Wong Toi Road）為宋王臺花園正門前的一條街道。宋皇臺道是通往土瓜灣道的道路，由於此條道路由宋皇臺山前往，因而得名。

## 歷史
傳聞宋王臺使用王字乃本地人不想激怒蒙元。後來，宋室後人要求香港政府改為此正名，將「宋王臺道」更改為現時名稱。
1959年，香港政府於宋王臺所立的九龍宋皇臺遺址碑記，使用王字「實沿元修《宋史》之謬，於本紀附二王，致誤今名」。故正名為宋皇臺，以证失誤。
在1990年代前，宋皇臺道一邊為啟德機場及相關設施用地，另一邊則為幾層高的建築，主要以空運公司為主，亦有煙草公司。隨著機場遷至赤鱲角，相關地段的地積比率得以放寬，煙草公司及天廚味精已率先重建為傲雲峰及8度海逸酒店。
宋皇臺道在1998年前為前往啟德機場的主要道路，大部份的機場巴士亦會途經此路進入機場，因此其路面設計相比相同長度的馬頭角道和木廠街來得更闊，在1982年落成的啟德隧道（前機場隧道）亦有特意地在土瓜灣入口處設分岔出口往宋皇臺道的西行方向路段作為前往機場的快捷道路，而該處一帶的大廈也架設不少的大型露天廣告牌，路面熱鬧非常，街道可观看飛機升降。
然而, 1998年啟德機場搬遷後，宋皇臺道已經再沒有任何的專利巴士途經，只有在近宋皇臺一帶仍有小巴會途經此道路，直至2016年8月九巴開辦5X線才再次有專利巴士在平日下午繁忙時間途經。
按照啟德發展區原訂的道路發展，宋皇臺道將予以東延至承豐道一帶。然而，在最終實行的建設方案當中，則改為連接承啟道，可以直接通往啟德和九龍灣。為配合啟德體育園啟用，政府已經在宋皇臺道東北端設置特別巴士／的士上落客區，幫助疏導啟德體育園散場人潮。

## 交匯道路
- 馬頭涌道
- 承啟道
- 世運道
- 譚公道
- 北帝街
- 九龍城道